# ماورو دا لوز
ماورو دا لوز (بالإسبانية: Mauro Da Luz) (5 أكتوبر 1994 بمونتفيدو في الأوروغواي - ) هو لاعب كرة قدم أوروغواني في مركز الهجوم.

## وصلات خارجية
- ماورو دا لوز على موقع قاعدة بيانات كرة القدم.إي يو (الإنجليزية)
- ماورو دا لوز على موقع Soccerway.com (الإنجليزية)
- ماورو دا لوز على موقع عالم كرة القدم.نت (الإنجليزية)